# Aeroportul Calbayog
Aeroportul Calbayog (IATA: CYP, ICAO: RPVC) este un aeroport din Filipine ce deservește zona Calbayog⁠(d). Aeroportul a fost tranzitat în 2022 de 27.540 de pasageri. A fost numit după zona deservită.
Situat la o altitudine de 4 m, aeroportul dispune de o singură pistă. Este operat de Civil Aviation Authority of the Philippines⁠(d).